# デルニエール・ヌーベル・ダルザス
『デルニエール・ヌーベル・ダルザス (Les Dernières Nouvelles d'Alsace)』は、DNA とも通称される、フランスのアルザス地方で刊行されているフランス語の日刊地方新聞。1877年12月1日に『シュトラスブルガー・ノイエステ・ナハリヒテン (Straßburger Neueste Nachrichten)』として、ドイツ人の印刷業者で編集者であったハインリヒ・ルードヴィヒ・カイザーによって創刊された。今日では、フランスにおける地方新聞としては最も古い歴史をもつもののひとつとなっている。
2012年1月から、DNAはクレディ・ミューチュエル傘下の印刷出版事業の一部となった。DNAの配布地域はアルザス地方全域（バ＝ラン県とオー＝ラン県）に及んでおり、この地域で最もよく読まれている新聞となっており、毎日平均しておよそ55万人以上が読んでいるとされている。